# Urządzenie
Urządzenie – przedmiot umożliwiający wykonanie określonego procesu, często stanowiący zespół połączonych ze sobą części stanowiących funkcjonalną całość, służący do określonych celów, np. do przetwarzania energii, wykonywania określonej pracy mechanicznej, przetwarzania informacji, mający określoną formę budowy w zależności od spełniających parametrów pracy i celu przeznaczenia.
Przykłady urządzeń:
- urządzenie blokowe,
- urządzenie budowlane,
- urządzenie cieplne,
- urządzenie chłodnicze,
- urządzenie cyfrowe,
- urządzenie czułe na wyładowania elektrostatyczne,
- urządzenie dźwiękowe dalekiego zasięgu,
- urządzenia dźwigowe,
- urządzenia dźwigowo-transportowe,
- urządzenia elektroniczne,
- urządzenie elektrotermiczne (elektryczne urządzenie grzejne),
- urządzenia elektryczne,
- urządzenie mobilne,
- urządzenie peryferyjne,
- urządzenie ochronne impedancyjne,
- urządzenie piorunochronne,
- urządzenie wielofunkcyjne,
- urządzenie wskazujące,
- urządzenie wylotowe,
- urządzenie wejścia-wyjścia,
- urządzenia transportowe,
- urządzenia technologiczne,
- urządzenie pomiarowe,
- urządzenie inteligentne,
- urządzenia rekreacyjne,
- urządzenia przetwarzające,
- urządzenie przesyłowe (transmisyjne),
- urządzenie wzbogacające.